# Lasso
För andra betydelser, se Lasso (olika betydelser).

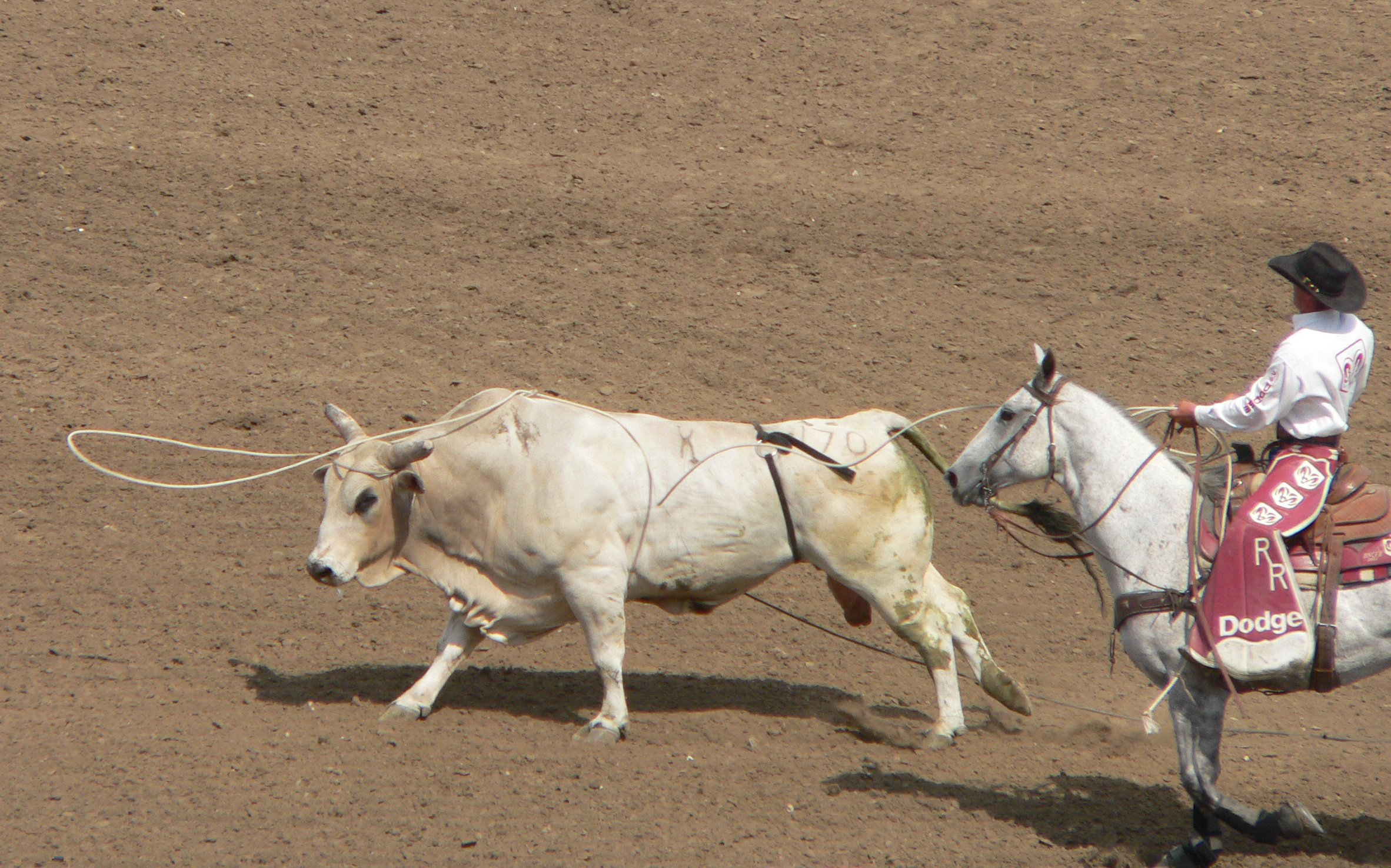
Rodeoryttare kastar lasso på en tjur.

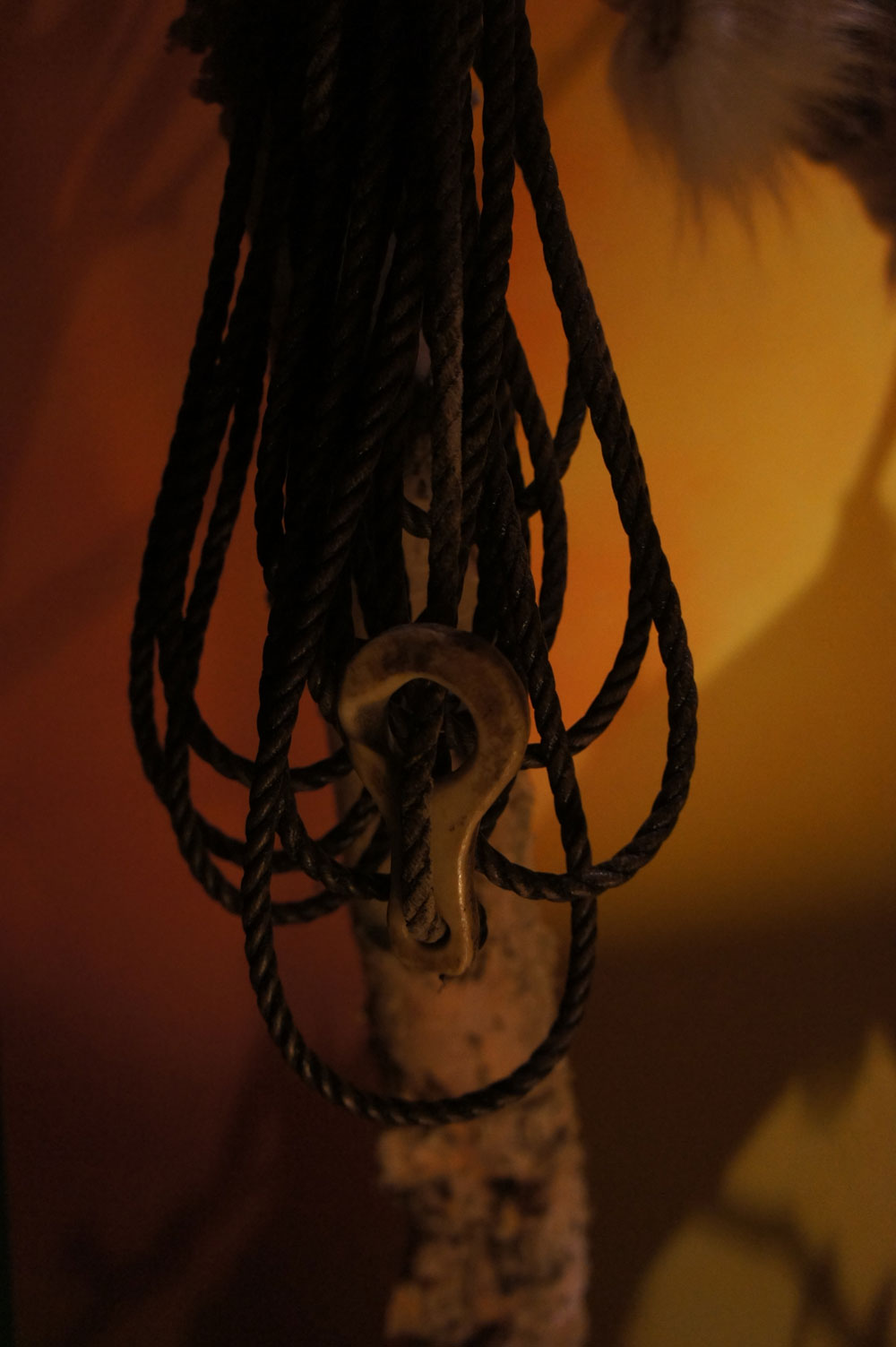
Äldre samiskt lasso tillverkat av rep.

Lasso, ett rep knutet i en snara, gjord för att snärja föremål på avstånd - framför allt boskap.
Lasson används i många boskapsskötande kulturer, däribland cowboys, gauchos och samiska renskötare.
Lasso användes även vid strutsjakt samt av herdar på Ungerns slätter.
Lasso är ett engelskt ord lånat från det spanska ordet lazo, som betyder "snara".

## Lasso i samisk renskötsel
Att kasta lasso heter på nordsamiska suohpan, och metoden skiljer sig från det nordamerikanska sättet. Istället för att svinga "tömmen" över huvudet, så kastar man en lagom mängd uppsamlade slingor med snaran överst. De uppsamlade slingorna ger kastvikt. Övrig lina är uppsamlad i den andra handen, med lite lös lina emellan. Kastet sker med rak arm i en båge utanför kroppen, med början strax nedanför höften, snett bakom kroppen, och man släpper när armen är i huvudhöjd, framför kroppen. Har man lyckats så vecklar linan ut sig snyggt och snaran hamnar slutligen över målet. Ett samiskt lasso är fäst vid en ring med två hål. De har ofta formen av en åtta. I dess ena hål är lassot fäst, det andra hålet som oftast är det större fungerar som glidhål.